# 許滕河
49°27′02″N 12°36′12″E / 49.45047°N 12.60338°E

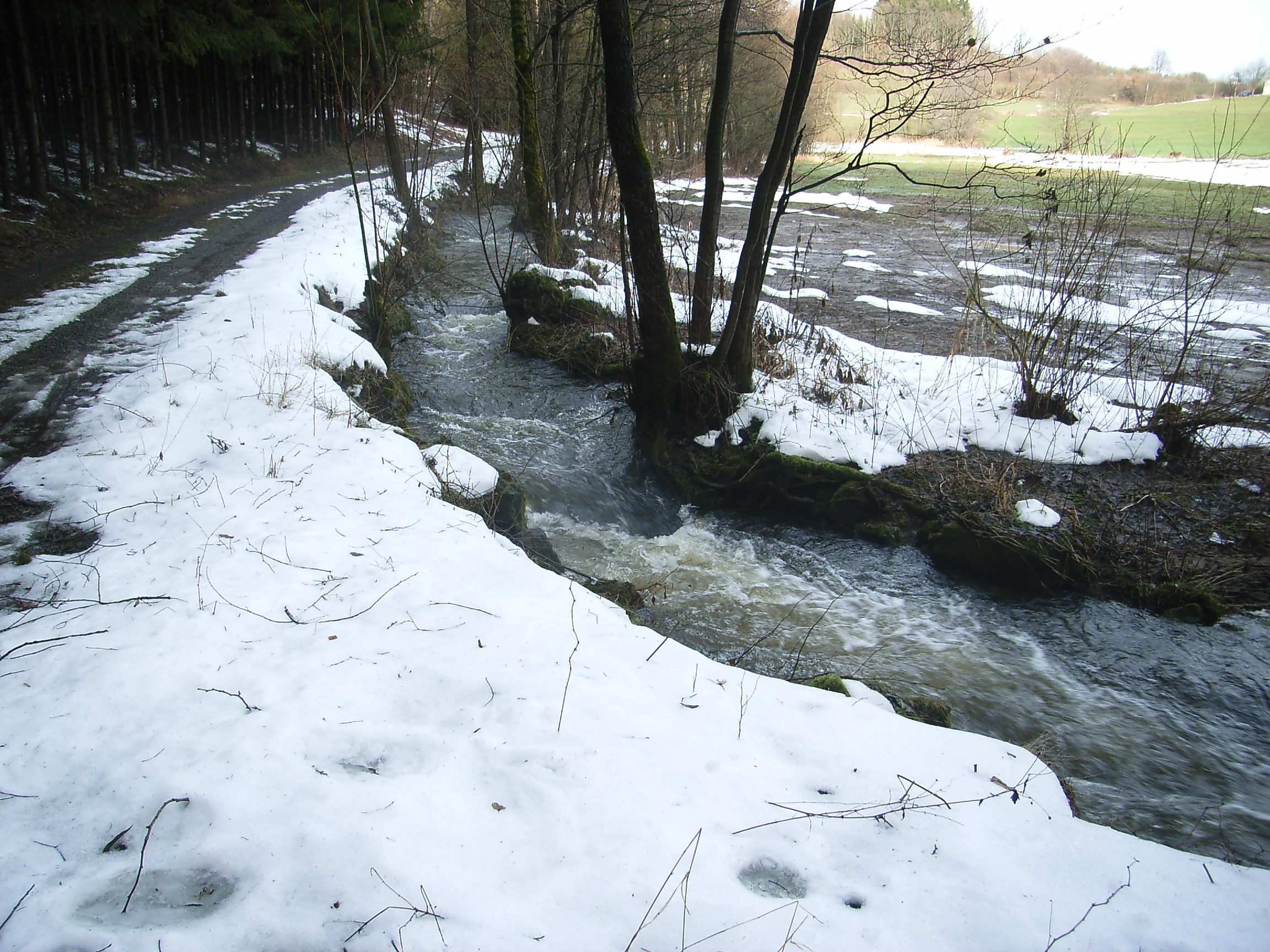

許滕河（德語：Hüttenbach），是德國的河流，位於該國東南部，由巴伐利亞負責管轄，屬於巴伐利亚施瓦察赫河的左支流，河道全長11.1公里，流域面積24.6平方公里，流經施萬多夫縣和卡姆縣。